# 6486 Anitahill
6486 Anitahill eller 1991 FO är en asteroid i huvudbältet som upptäcktes 17 mars 1991 av den amerikanske astronomen Eleanor F. Helin vid Palomar-observatoriet. Den är uppkallad efter den amerikanska kvinnorättskämpen Anita Hill.
Asteroiden har en diameter på ungefär 3 kilometer.